# Megachile clotho
Megachile clotho är en biart som beskrevs av Smith 1861. Megachile clotho ingår i släktet tapetserarbin, och familjen buksamlarbin. Inga underarter finns listade i Catalogue of Life.